# Arlindo Fragoso
Arlindo Coelho Fragoso (Santo Amaro, 30 de outubro de 1865 — Salvador, 2 de janeiro de 1926) foi um engenheiro, escritor e político brasileiro, fundador da Academia de Letras da Bahia e da Escola Politécnica da Universidade Federal da Bahia.

## Biografia
Arlindo Coelho Fragoso nasceu em Santo Amaro (BA) no dia 30 de outubro de 1865, filho de Antônio Coelho Fragoso e de Bernardina de Sena Fragoso. Casado com Jesuína Gomes Guimarães, teve três filhos.
Formou-se engenheiro na Escola Politécnica do Rio de Janeiro em 1885.
Iniciou a sua carreira com a proclamação da República. No final do governo de Rodrigues Lima (1892-1896) foi nomeado diretor da Secretaria de Agricultura, Viação, Indústria e Obras Públicas da Bahia.
Em 14 de março de 1897, fundou Escola Politécnica da qual foi professor e diretor.
Colaborou no jornal A Maçonaria, de 1901 a 1902, e foi redator do Correio da Tarde, de 1902 a 1903.
Foi nomeado secretário geral do Estado, no governo de J. J. Seabra, órgão que reunia as quatro secretarias até então existentes numa só.
Representou também a Bahia no 3º Congresso de Instrução, reunido em Salvador em 1913. Em 7 de março de 1917, no governo de Moniz Sodré (1916-1920), fundou a Academia de Letras da Bahia, com o apoio decisivo do governador e também de Xavier Marques, naquele momento o mais representativo escritor baiano radicado em sua terra.
Faleceu na cidade do Rio de Janeiro em 2 de janeiro de 1926.